# Zweibrücken
Zweibrücken er en by i den tyske delstat Rheinland-Pfalz, i det vestlige Tyskland, ikke langt fra grænsen til Frankrig.